# Baie des Parasites
Die Baie des Parasites (französisch für Parasitenbucht, englisch Parasite Bay) ist eine Bucht an der Küste des ostantarktischen Adélielands. Sie liegt auf der Westseite des Kap Découverte.
Französische Wissenschaftler kartierten und benannten die Bucht im Jahr 1951.